# Karl Höfer

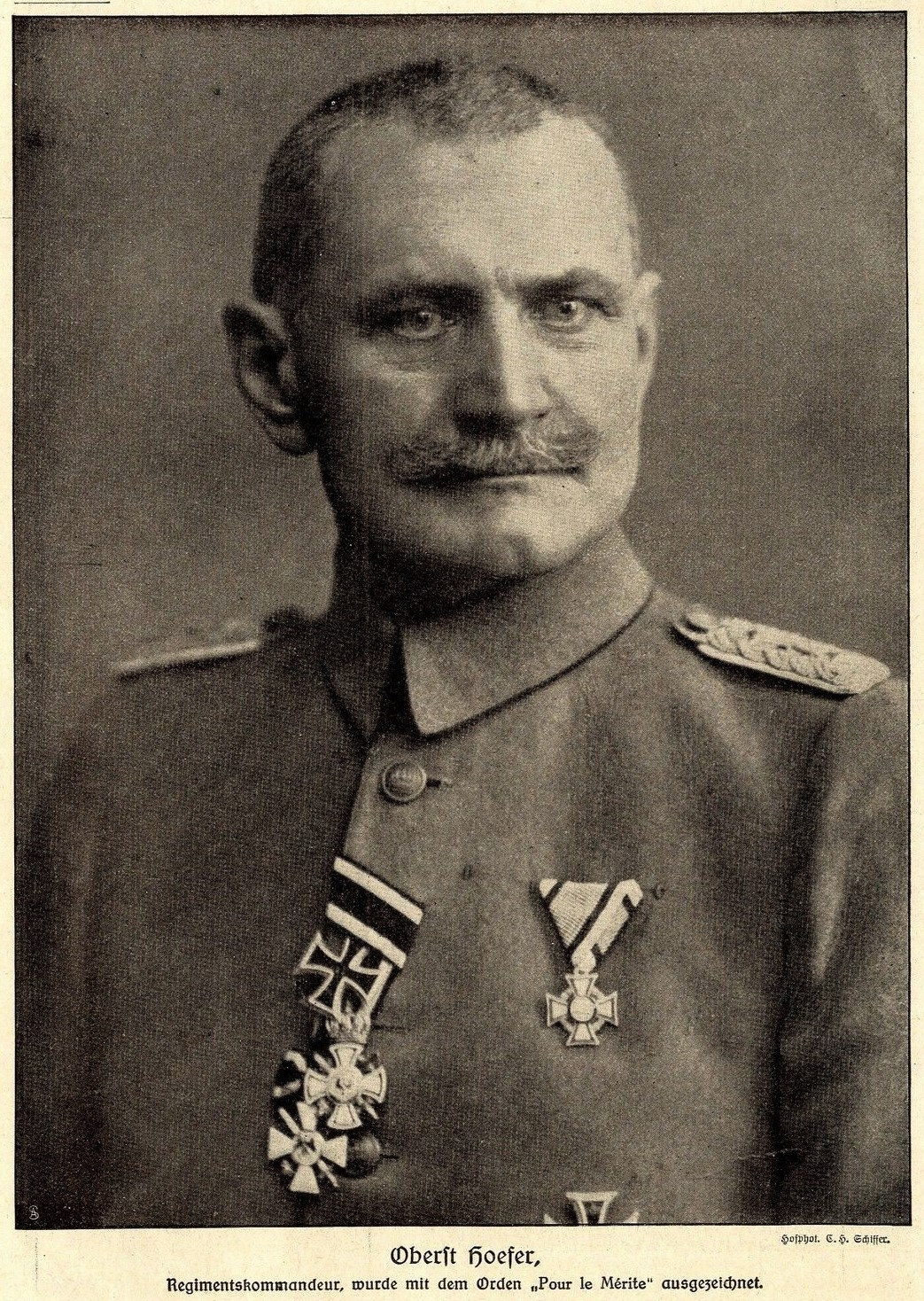
Hoefer en 1916

Karl Höfer (también Hoefer; 1862 en Pleß-1939) fue un general alemán. Durante la I Guerra Mundial se hizo conocido como Held vom Kemmelberge (héroe de la colina de Kemmel) después de que su división hubiera capturado el Kemmelberg durante la Cuarta Batalla de Flandes.
Retirado como "Generalleutnant a. D.", Höfer defendió la Alta Silesia alemana contra insurgentes polacos en los alzamientos de Silesia en 1921. Los líderes del Freikorps acordaron que Höfer fuera su comandante; él los llevó a la victoria en la batalla de Annaberg. En la prensa internacional, era referido como "General Hoefer" o el "Comandante Teutón Hoefer".

## Obras
- Karl Hoefer: Oberschlesien in der Aufstandszeit, 1918-1921: Erinnerungen und Dokumente, published by E.S. Mittler & Sohn, 1938, 376 páginas[5]
  - revisado por H. F. P. Percival, International Affairs, Vol. 17, No. 6 (Nov. - Dec., 1938), pp. 853-854 (revisión consistente de 2 páginas)[6]